# Luan Madson Gedeão de Paiva
Luan Madson Gedeão de Paiva (São Miguel dos Campos, 11 agosto 1990) è un calciatore brasiliano, centrocampista o attaccante del Centro Oeste.

## Caratteristiche tecniche
Luan è conosciuto come uno dei giocatori più veloci del suo campionato. È dotato tecnicamente di un buon controllo palla e di buone doti suoi dribbling.

## Palmarès

### Club

#### Competizioni statali
- Campionato Mineiro: 3

Atlético Mineiro: 2013, 2015, 2017

#### Competizioni internazionali
- Recopa Sudamericana: 1

Atlético Mineiro: 2014

#### Competizioni nazionali
- Coppa del Brasile: 1

Atlético Mineiro: 2014